# Марнавич, Томаш-Ян
Томаш-Ян Марнавич или Иван Томко Марнавич (хорв. Ivan Tomko Mrnavić, лат. Ioannes Tomcus Marnauitius. итал. Giovanni Tomco Marnavich; 7 февраля 1579 или 1580, Шибеник — 1 апреля 1637, Рим) — сербско-хорватский писатель

, иезуит, епископ Римско-католической епархии Боснии (1631—1635).
Служил ревизором хорватских книг, которые печатались в Риме. В ноябре 1631 г. во время правления Папы Урбана VIII был назначен епископом Боснии.
Писал как по-латыни, так по-хорватски. Автор исторических работ. Мрнавич считал иллирийцев славянами. В 1631 году Марнавич опубликовал брошюру о том, что национальный герой Албании Скандербег был не албанцем, а сербом, что опроверг Франг Барди, албанский католический епископ Сапы.
Другой его работой был псалтырь, относящийся к 1222 году , который должен был привести глаголический алфавит к происхождению от святого Иеронима (1000 г. ), что дало, согласно Мрнавичу, Иштвану I Святому, королю Венгрии, право назначать и устанавливать новых  епископов.

## Избранные произведения
- «Ziwt Margarite» (Венеция, 1613),
- «Ziwot Magdalene» (ряд изданий, 1863),
- «Istumaczenje obilnje nauka karstianskoga» (ряд изданий),
- «Osmaschica» (драма в стихах, 1631),
- «Winograd gospodniew u Ilirskoj»,
- «Unica gentis Aureliae Valeriae Salouitanae dalmaticae nobilitatis» (1628),
- «Regiae sanctitatis Illyricanae foecunditas» (1630).